# ترور جان اف. کندی
ترور جان اف. کندی، سی و پنجمین رئیس‌جمهور آمریکا در جمعه ۲۲ نوامبر ۱۹۶۳ در ایالات متحدهٔ آمریکا، در شهر دالاس تگزاس رخ داد. کندی هنگامی که با همسرش ژاکلین کندی سوار ماشین کروک بود، توسط لی هاروی اسوالد از ناحیهٔ صورت مورد اصابت گلوله قرار گرفت. او چهارمین رئیس‌جمهور ترور شدهٔ آمریکا بود. فیلم‌های متعددی دربارهٔ ترور جان اف. کندی ساخته شده است که می‌توان به فیلم‌های جی‌اف‌کی(۱۹۹۱) و جکی و همین‌طور سریال ۱۱٫۲۲٫۶۳ اشاره کرد.به‌طور خصوصی، جکی کندی به شدت از عملکرد عوامل محافظ به ویژه ویلیام گریر، انتقاد کرد و او را با پرستار بچه کندی مقایسه کرد. 

## قتل و پیامدهای آن

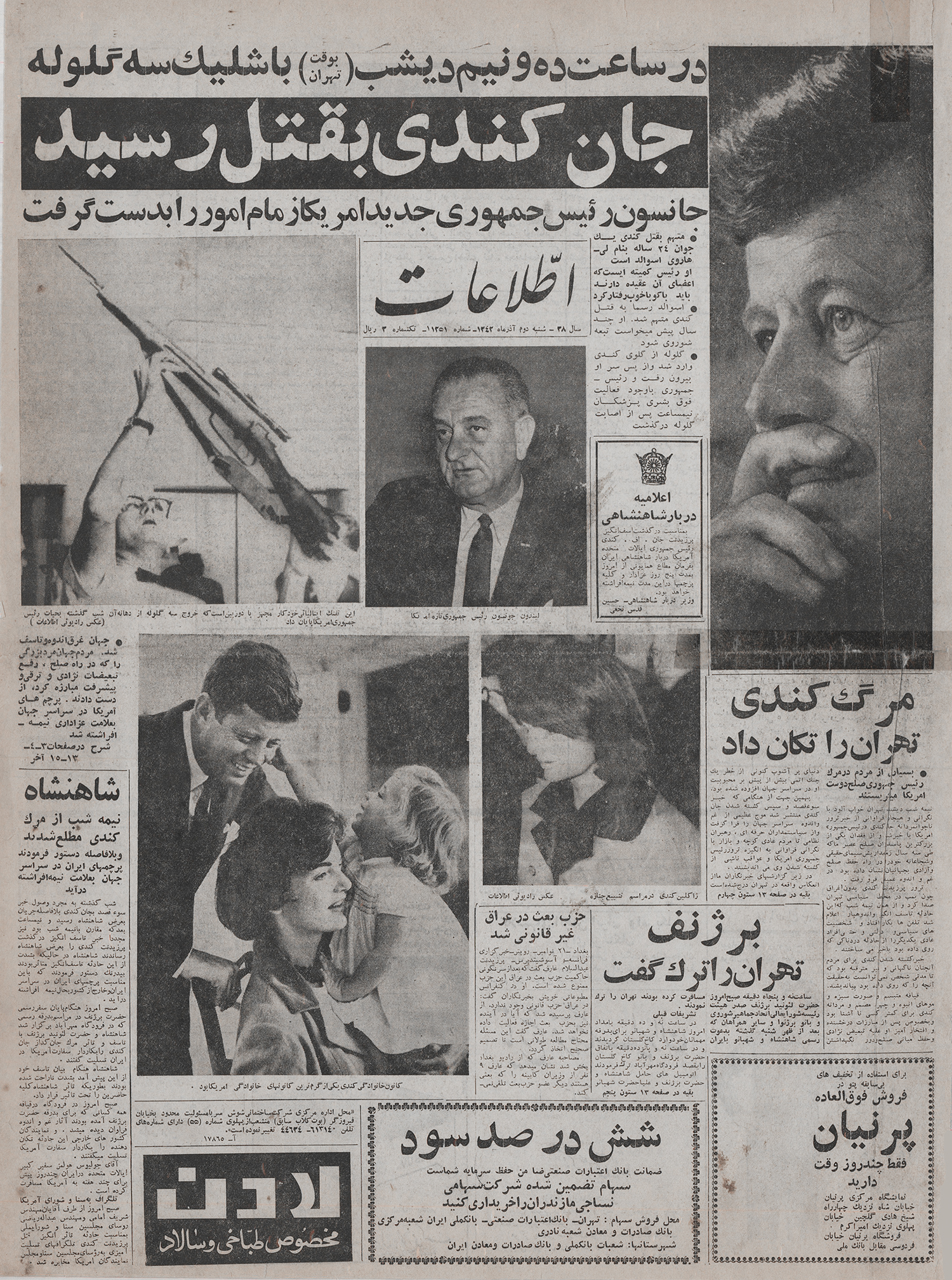
خبر کشته‌شدن کندی در روزنامه اطلاعات

کندی در روز جمعه ۲۲ نوامبر ۱۹۶۳ در ساعت ۱۲:۳۰ بعد از ظهر در دالاس، تگزاس ترور شد و در بیمارستان پارکلند مموریال درگذشت. «لی هاروی اسوالد» در ساعت ۷ بعد از ظهر همان روز به جرم قتل یک مأمور پلیس دالاسی مجرم شناخته شد و در ساعت ۱۱:۳۰ شب به‌عنوان قاتل رئیس‌جمهور معرفی شد. اسوالد دو روز بعد در ایستگاه پلیس دالاس توسط «جک روبی» به قتل رسید.
«لی هاروی اسوالد» اعلام کرد که او به کسی تیراندازی نکرده و مدعی شد که دارند از او به عنوان «طعمه» استفاده می‌کنند. او مدعی شد که عکسی که او را با سلاح قتاله نشان می‌داد جعلی است و صورت او را به بدن کس دیگری چسبانده‌اند. به دلیل مرگ او، بیگناهی یا مجرمی‌اش هرگز در دادگاهی اثبات نشد. بعضی منتقدان می‌گویند که اسوالد هیچ نقشی در این ترور نداشته است.
پنج روز پس از مرگ اسوالد رئیس‌جمهور جدید، لیندون ب. جانسون، «کمیسیون وارن» را تشکیل داد تا پروندهٔ این ترور بیشتر بررسی شود. این کمیسیون نتیجه گرفت که اسوالد به تنهایی در قتل دست داشته است. تحقیقاتی که بعدها در دههٔ هفتاد توسط «کمیتهٔ انتخابی مجلس برای ترورها» صورت گرفت نیز قاتل بودن اسوالد را تأیید کرد، اما این کمیته ادعا کرد که او احتمالاً تنها بخشی از دسیسه برای قتل رئیس‌جمهور بوده است. با این حال این کمیته مدرکی دال بر شرکت کس دیگری در این دسیسه ارائه نکرد. منتقدان تئوری‌های بسیاری را در چگونگی دقیق قتل کندی و مسئولان آن ارائه کرده‌اند که با هم دیگر و با گزارش‌های رسمی دولت بسیار متفاوت هستند. از مهم‌ترین مسائلی که مطرح می‌شود می‌توان به تعداد گلوله‌ها، جهتی که گلوله‌ها از آن شلیک شدند و این‌که کدام یک از گلوله‌ها به رئیس‌جمهور و کدام به فرماندار جان کانلی برخورد کرده، اشاره کرد.
تئوری‌های مختلف هر کدام کسی را مسئول مرگ کندی می‌دانند. معروف‌ترین این مسئولان فرضی از این قرارند: سیا، مافیا، کاگ‌ب، موساد، اشراقیون، فیدل کاسترو، لیندون ب. جانسون (نایب رئیس‌جمهور) و نوعی ائتلاف نظامی-صنعتی به رهبری ژنرال‌های ارتش.